# أحمد سليمان ضاهر
أحمد سليمان ضاهر، شاعر وأديب ومؤلف من جبل عامل في جنوب لبنان، غزير الإنتاج والتأليف له من المؤلفات ما يزيد عن الخمسة والثلاثين كتابا في الشعر.  

## ولادته ونشأته
ولد في العام 1912 ميلادي في النبطية ، والده الشيخ سليمان ضاهر أحد رواد النهضة العلمية في جبل عامل في القرن العشرين.
درس في النبطية حتى أنهى المرحلة الابتدائية. ثم انتقل إلى صيدا حيث أنهى دراسته المتوسطة في المدرسة الأمريكية للفنون. وبعدها تابع في الكلية الإسلامية دراسة المرحلة الثانوية. 

## عمله
عمل في أول أمره مدرسا في مدرسة المقاصد في النبطية. ثم عمل مديرا لها بين الأعوام 1933 و1943 ميلادي.
في العام 1943 ميلادي، عيّن كاتبا في المحكمة الشرعية الجعفرية في صيدا. وفي العام 1945 ميلادي انتقل إلى النبطية كرئيس لقلم المحكمة الشرعية في النبطية، واستمر في عمله هذا حتى تقاعد في العام 1975 ميلادي. 

## نشاطه الثقافي والشعري
تلقى دروسا في اللغة وعلوم الدين على الشيخ مصطفى الغلاييني، كما درس على أبيه بعض العلوم، فنشأ شاعرا ونظم الشعر وهو في الرابعة عشرة من عمره.
كان عضوا وأمينا للسر في جمعية المقاصد الخيرية في النبطية، كما كان من الأعضاء المؤسسين للمجلس الثقافي الجنوبي.
شارك في الأنشطة الثقافية من خلال المجلس الثقافي الجنوبي، وكان يلقي شعره في الحفلات العامة والمناسبات المختلفة، وقد  منحه المجلس الثقافي اللبناني الجنوبي شهادة تقدير في حفل تكريمي سنة 1995 أقامه في النبطية.

## مؤلفاته

### الدواوين المطبوعة
1. خفقات
2. موكب الفداء
3. الشراع الأزرق
4. رحاب النور
5. أجنحة
6. نور وظلال

### الدواوين المخطوطة
وهي كثيرة جدا تزيد عن الأربعين كتابا شعريا، ومنها:
1. ألوان
2. واحة
3. لبنان بلد الطيب
4. صوَر
5. مناهل عطر
6. خريف وسراب
7. شراع وأجنحة
8. موشحات
9. أصداء الألم
10. أزاهر وسنابل
11. زنابق المروج
12. مواكب الطبيعة
13. الديوان
14. زوارق وأمواج
15. أنا والزمن
16. نفثات جنوبيّ.
17. أوراق الخريف
18. عامليات
19. النجم الثاقب
20. شعلة الأمل
21. شفق وغمام
22. فكر وعاطفة
23. شواهد الأيام
24. صوت الضمير
25. قصائد جنوبية
26. قطف دانية
27. منهل الصادي.

## وفاته
توفي في العام 2000 ميلادي عن عمر ناهز ال(88) عاما. 